# Nesocheiridium
Genre
Nesocheiridium est un genre de pseudoscorpions de la famille des Cheiridiidae.

## Distribution
Les espèces de ce genre se rencontrent aux îles Mariannes du Nord et aux Tonga.

## Liste des espèces
Selon Pseudoscorpions of the World (version 3.0) :
- Nesocheiridium stellatum Beier, 1957

et décrite depuis :
- Nesocheiridium onevai Krajčovičová, Matyukhin & Christophoryová, 2020

## Publication originale
- Beier, 1957 : Pseudoscorpionida. Insects of Micronesia, vol. 3, p. 1-64 (texte intégral).